# Namwali Serpell
Namwali Serpell (Lusaka, 1980) es una profesora, feminista y escritora  zambiana.
Estudió en la Universidad de Harvard y en la Universidad de Yale.
Fue galardonada con el Premio Caine en 2010 por su libro El saco. Trabaja como profesora para la Universidad de California en Berkeley. Se dedica a la investigación en el campo de la ficción contemporánea, la relación entre la lectura, la incertidumbre y la ética.
Reside en San Francisco, Estados Unidos.
Namwali Serpell ha sido premiada en la categoría de Bellas-Letras de los Grandes Premios de las Asociaciones Literarias 2019, por su obra titulada The Old Drift (La deriva), por la que también ha recibido el premio Arthur C. Clarke 2020.

## Libros
- 2008, La ética de la incertidumbre. (ISBN 9780549617112)
- 2010, Muzungu (cuento; ISBN 978-1-906523-37-4)
- 2014, Siete modos de incertidumbre. (ISBN 9780674729094).[4]
- 2015, El saco (cuento)
- 2016, Doble Hombres (cuento; ISBN 9780008173500)
- 2021, La deriva (ISBN 9788432236938)